# Гостагайка
Гостагайка (адыг. Остыгъай, другие названия: Гастогайка, Гастогай, Гостюгай, Востигай) — река в Анапском районе Краснодарского края России.

## Название
Очевидно, что гидроним лёг в основу ряда местных названий: станица Гостагаевская, хутор Нижняя Гостагайка, железнодорожная станция Гостагаевская.
Топоним переводится с адыгейского языка как «пихта».

## География
Река берёт начало на между гор Макитра (324,6 м) и Красная Горка. Далее около 35 км течёт преимущественно в западном направлении. Близ Чёрного моря впадает в Витязевский лиман. Длина реки — 35 км, водосборная площадь — 236 км². На берегу расположена станица Гостагаевская и хутор Нижняя Гостагайка. Гостагайка имеет несколько притоков, в том числе реку Шумайка.